# Teoria del contrario mixtape vol. 2
Teoria del contrario, vol.2 è il secondo mixtape del rapper italiano Dani Faiv pubblicato il 17 marzo 2023 dalla Columbia.

## Descrizione
È il secondo capitolo della serie Teoria del contrario, pubblicato a distanza di 6 anni e mezzo dal primo capitolo. Contiene 19 canzoni, di cui 13 sono featuring. Gli artisti che hanno collaborato con il rapper sono in totale 17, e tra questi troviamo: Disme, Vaz Tè, Diss Gacha, Enri, Rosolo Roso, Olly, Jack the Smoker, Chakra, Yung Snapp, Ensi, Nerone, Daytona KK, Vegas Jones, Kira, Mostro, Gianni Bismark e Francis La Potencia. La traccia Asciugacapelli contiene alla fine un piccolo audio del rapper Nello Taver.

## Tracce
Testi di Daniele Ceccaroni e musica di Luca Galeandro e Andrea Simoniello eccetto dove indicato:
1. Lassù – 2:24 (musica: Andrea Simoniello)
2. 1312 (feat. Disme, Vaz Tè) – 2:58 (testo: Daniele Ceccaroni, Andrew Majuri, Alessandro Guzzo – musica: Antonio Christian Laudando)
3. Lego (feat. Diss Gacha) – 1:50 (testo: Daniele Ceccaroni, Gabriele Pastero – musica: Enzo Salaniti)
4. Sto xso (feat. ENRI) – 3:15 (testo: Daniele Ceccaroni, Enrico Coraci – musica: Enrico Coraci)
5. Viola (feat. Rosolo Roso) – 2:16 (testo: Daniele Ceccaroni, Rosolino Armanno – musica: Giuseppe Carbone)
6. Cadere giù (feat. Olly) – 2:35 (testo: Daniele Ceccaroni, Federico Olivieri – musica: Julien Boverod)
7. Collassony (feat. Jack the Smoker) – 3:23 (testo: Daniele Ceccaroni, Giacomo Giuseppe Romano – musica: Luca Galeandro, Alessio Marullo)
8. Tre winston (feat. Chakra, Yung Snapp) – 3:18 (testo: Daniele Ceccaroni, Antonio Lago, Luca Ferraresi – musica: Andrea Simoniello)
9. Piccolo Faiv – 2:18 (musica: Tony Paolo Pensabene)
10. Legame (feat. Ensi, Nerone) – 3:02 (testo: Daniele Ceccaroni, Jari Ivan Vella, Massimiliano Figlia – musica: Luca Galeandro)
11. Asciugacapelli – 2:29 (musica: Luca Galeandro)
12. Caso chiuso (feat. Daytona KK) – 2:09 (testo: Daniele Ceccaroni, Michele Corvino – musica: Andrea Simoniello)
13. Ti ricorderai di me (feat. Vegas Jones) – 2:26 (testo: Daniele Ceccaroie, Matteo Privitera – musica: Luca Galeandro)
14. Renato (54321) – 2:24 (musica: Andrea Simoniello)
15. Bruno Barbieri (feat. Kira, Mostro) – 2:41 (testo: Daniele Ceccaroni, Giorgio Ferrario, Nicolò Paoletti – musica: Pietro Miano, Federico Vaccarini, Loris Malaguti)
16. Danger (feat. Gianni Bismark) – 2:20 (testo: Daniele Ceccaroni, Tiziano Menghi – musica: Flavio Ranieri)
17. Mobamba – 1:23 (musica: Sebastiano Lo Iacono)
18. Goodboy/genere Faiv – 3:25 (musica: Andrea Nardi, Davide Grigolo, Jacopo Frangipani, Jacopo Oliovecchio)
19. Rapido (feat. Francis La Potencia, Disme) – 3:04 (testo: Daniele Ceccaroni, Andrew Majuri, Francis Acosta Rodriguez – musica: Martin Manuel Coste Ortiz)

## Classifiche
| Classifica (2023) | Posizione massima |
| ----------------- | ----------------- |
| Italia            | 15                |